# Schloss Windhausen

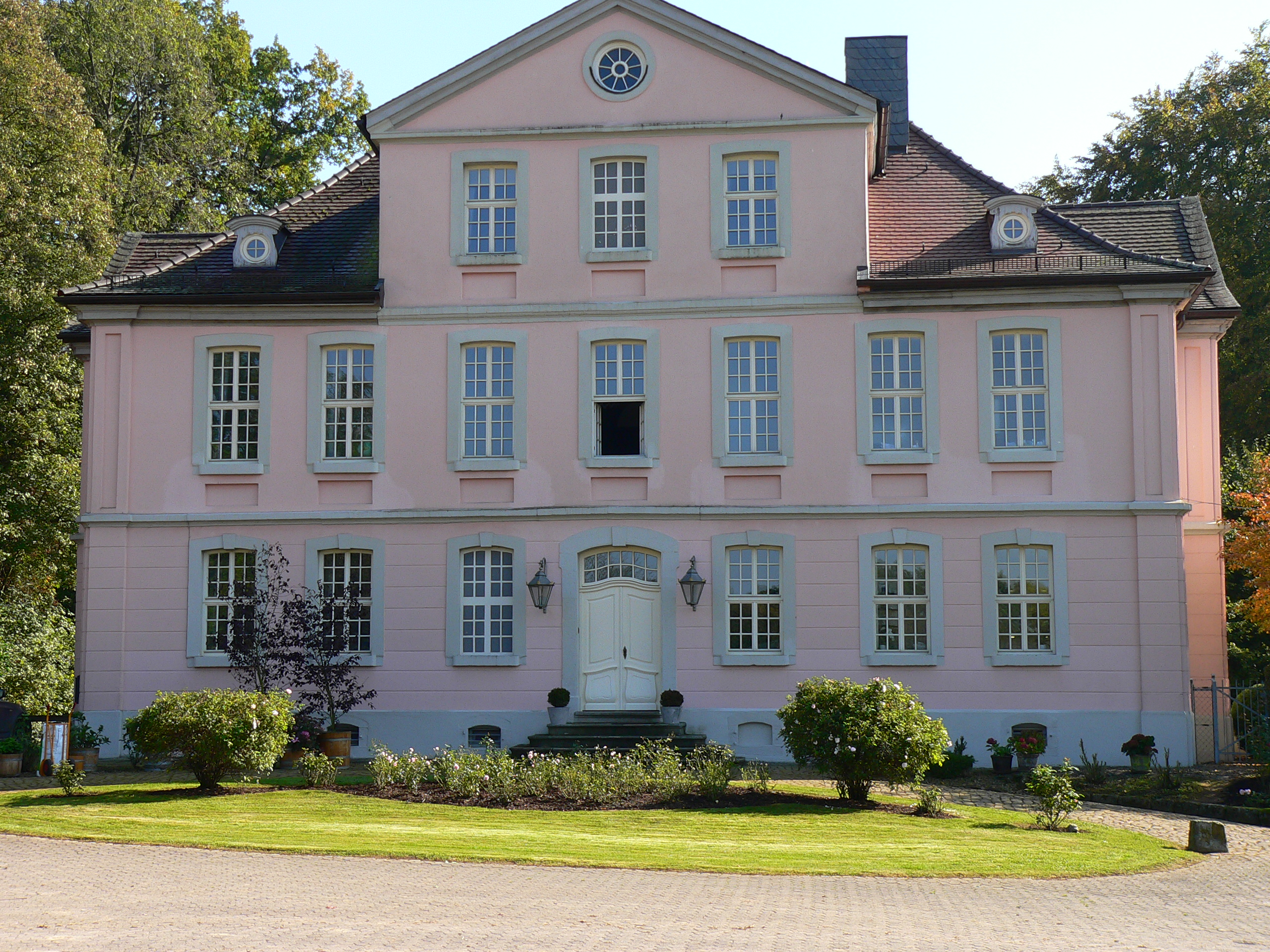
Schloss Windhausen (Nordwestseite)

Das Schloss Windhausen ist der zentrale Bau des Gutshofs Windhausen bei Heiligenrode im nordhessischen Landkreis Kassel. Es befindet sich im Germanischen Garten von Schloss Windhausen, dem einzigen romantisch-sentimentalen germanischen Landschaftsgarten Deutschlands.
Das Schloss entstand ab 1769 durch Umbau eines um 1750 als Fachwerkhaus erbauten Herrenhauses. Es ist wie die gesamte Gutsanlage Windhausen ein Kulturdenkmal (KD) aufgrund seiner kulturgeschichtlichen und künstlerischen Bedeutung und nach dem Hessischen Denkmalschutzgesetz geschützt.

## Geografische Lage
Das Schloss steht östlich von Heiligenrode, einem Ortsteil von Niestetal, auf der Südflanke des Mühlenbergs (351,8 m ü. NHN), einem westlichen Ausläufer des Kaufunger Waldes, im Rahmen der Gutsanlage auf rund 266 m Höhe. Etwas westlich vorbei am Schloss führt die Kreisstraße 5, die im Norden von der aus Heiligenrode kommenden und in Richtung Nieste führenden K 4 abzweigt und in Richtung Süden nach Niederkaufungen verläuft. Nach Süden fällt die Landschaft zum Diebachsgraben ab, einem nordöstlichen Zufluss der Losse.

## Geschichte

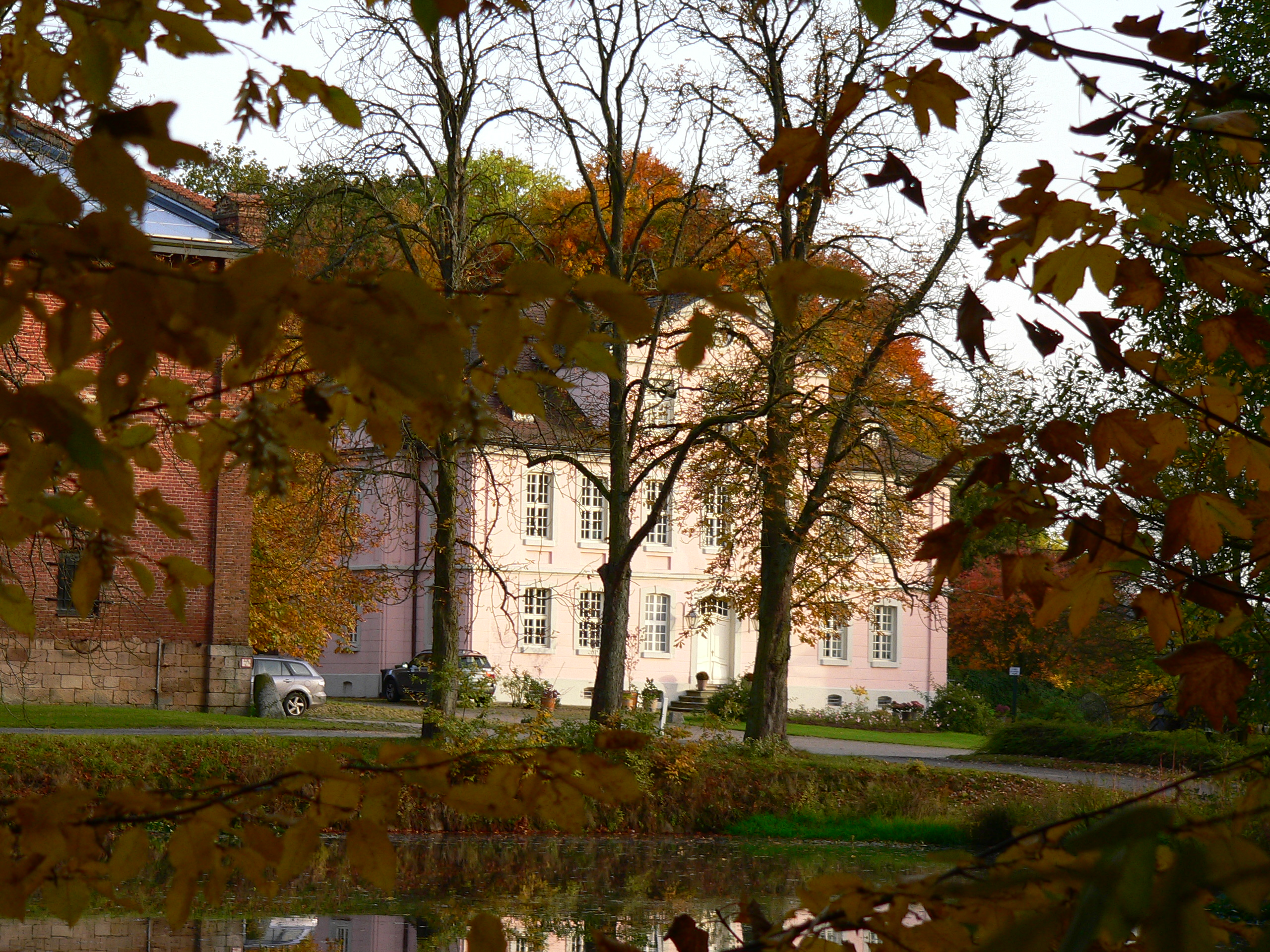
Gutsteich und Schloss Windhausen

Bereits im Mittelalter fand ein Gut Windhausen, das sich überwiegend im Besitz der hessischen Landgrafen befand, Erwähnung: 1241 wird es, damals Windehusen genannt, erstmals urkundlich als Ortschaft im Hessengau erwähnt.
Das Gut war seit mindestens 1340 im Besitz der Herren von Berlepsch, vermutlich als landgräflich-hessisches Lehen oder in Teilbesitz. 1368, nun Wynthusen genannt, überließ der hessische Landgraf Heinrich II. auf Widerruf seinen Teil an Windhausen seinem Enkel, dem Herzog Otto I. von Herzogtum Braunschweig-Lüneburg. Sittich von Berlepsch trat 1461 das Gut (oder seinen Anteil) an Hessen ab. 1539 befand sich der landgräfliche Hof im Besitz eines Johann Homberg.
1747 übernahm ein Huxhold zu Cassel das Anwesen, betrieb dort einen Meierhof und ließ um 1750 ein zweigeschossiges Fachwerkhaus als Herrenhaus erbauen. 1764 erwarb der hessische Staatsminister Martin Ernst von Schlieffen (1732–1825) das gesamte Gut und ließ das bestehende Herrenhaus ab 1769 zu einem Schloss im klassizistischen Stil umbauen. Er bewohnte das Schloss – neben seiner Dienstwohnung in Kassel – bis zu seinem Wechsel in den preußischen Staatsdienst 1789 und erneut ab 1792 im Ruhestand bis zu seinem Tod 1825.
Danach erhielt die gräflichen Familie von Schlieffen das Gut als Majoratsstiftung bis 1921. Nach mehreren Besitzerwechseln wurde es 1963 hessische Staatsdomäne. Seit 2010 befindet sich Gut Windhausen wieder in Privatbesitz und wird als Wohnhaus genutzt.

## Baugeschichte
Bereits das ursprüngliche zweigeschossige Fachwerk-Herrenhaus hatte ein Walmdach und jeweils ein großes Zwerchhaus an Vorder- und Rückseite des Gebäudes. Anstatt das erst 14 Jahre alte Gebäude abreißen und ein neues bauen zu lassen, zog von Schlieffen einen aufwändigen Umbau vor, da er während der gesamten Bauphase auf dem Gut weiterhin zu wohnen wünschte. Als Architekten wählte er den Kasseler Hofbaumeister Simon Louis du Ry, der auch die Stadtresidenz am Kasseler Königsplatz mit von Schlieffens Dienstwohnung entworfen hatte.
Die Umbaumaßnahmen umfassten unter anderen die vollständige Unterkellerung des Hauses mit einem Gewölbekeller, die Ummauerung der Fachwerkaußenwände mit einer Schale aus Mauerziegeln sowie den Anbau hervorspringender Mittelrisalite an den beiden kurzen Gebäudeseiten. Die Außenfassade erhielt als klassizistische Stilelemente umlaufende Gurtgesimse, Pilaster an den Gebäudekanten und Putznischen im Obergeschoss. Ein neuer, zentral angeordneter Eingangsbereich erhielt eine Holzeingangstür mit Oberlicht, ebenfalls im klassizistischen Stil. Im Inneren des Gebäudes wurden Wände versetzt, um eine den Bedürfnissen des neuen Hausherrn angepasste Grundrissaufteilung zu erreichen. Zudem wurden die Räume verschönert und zum Teil mit Malereien des Kasseler Künstlers Johann Heinrich Tischbein versehen.
Etwa ab 1781 entstand rund um das Schloss nach von Schlieffens Vorstellungen und Wünschen der Germanische Garten von Schloss Windhausen. Dort ließ er 51 Jahre vor seinem Tod im Jahr 1774 ein Mausoleum errichten, in dem er auch seine letzte Ruhestätte fand.
Im späten 19. Jahrhundert baute man nördlich und südlich des Schlosses Scheunen aus Backstein sowie in den 1920er Jahren Siedlungshäuser und ein Verwalterhaus.

## Sehenswürdigkeiten
- Eiche am Affenteich mit einem Brusthöhenumfang von 7,08 m (2014).[4]